# مکی کشاری
مکی کشاری یا مکی روستایی در دهستان زردبن بخش پیشین شهرستان راسک استان سیستان و بلوچستان ایران است.

## جمعیت
بر پایه سرشماری عمومی نفوس و مسکن در سال ۱۳۹۵ جمعیت این روستا ۳۷۰ نفر (۸۳خانوار) بوده‌است.